# Río Rom
El río Rom (romanche: Rom; en italiano: Ram; en alemán: Rombach en Suiza, o Rambach en Bolzano-Bozen, Italia) es un río de Suiza e Italia. Tiene 24,7 km de largo y es afluente del río Adigio.  Surge en la sierra de Livigno en los Alpes, cerca del paso Fuorn. Fluye a través del Val Müstair en Suiza y desemboca en el Adigio cerca de la ciudad de Glurns en la provincia italiana de Bolzano-Bozen. La cuenca hidrográfica tiene 189 km².